# IFilter
Les IFilters sont des produits qui autorisent les services d'indexation de Microsoft à lire différents formats de fichier. Sans un IFilter approprié, le contenu du fichier ne sera pas indexé, et quand on cherche ces contenus, on ne trouvera rien.
Les IFilters peuvent apporter une aide à l'interopérabilité. Par exemple, PDF + IFilter supporte le Dublin Core, de même que XMP IFilter.